# Hans Prutscher
Hans Prutscher (6. prosince 1873 Vídeň – 25. ledna 1959 Vídeň) byl rakouský architekt.

## Život
Hans Prutscher se narodil v rodině truhláře Johanna Prutschera a Marie roz. Tondl, jeho mladší bratr Otto Prutscher byl také architekt. Vyučil se tesařem a pak zedníkem, jako architekt byl samouk. Pracoval u různých stavebních firem a architektonických kanceláří jak v Rakousku tak v zahraničí. V roce 1898 se stal nezávislým stavitelem a od roku 1911 do 1958 vedl truhlářskou dílnu svého otce. Vzhledem k tomu, že byl více zapojen ve vídeňské společnosti, získával mnoho zakázek a byl úspěšnější než jeho bratr.
Politik Pius Michael Prutscher (1913–1995) byl jeho syn.

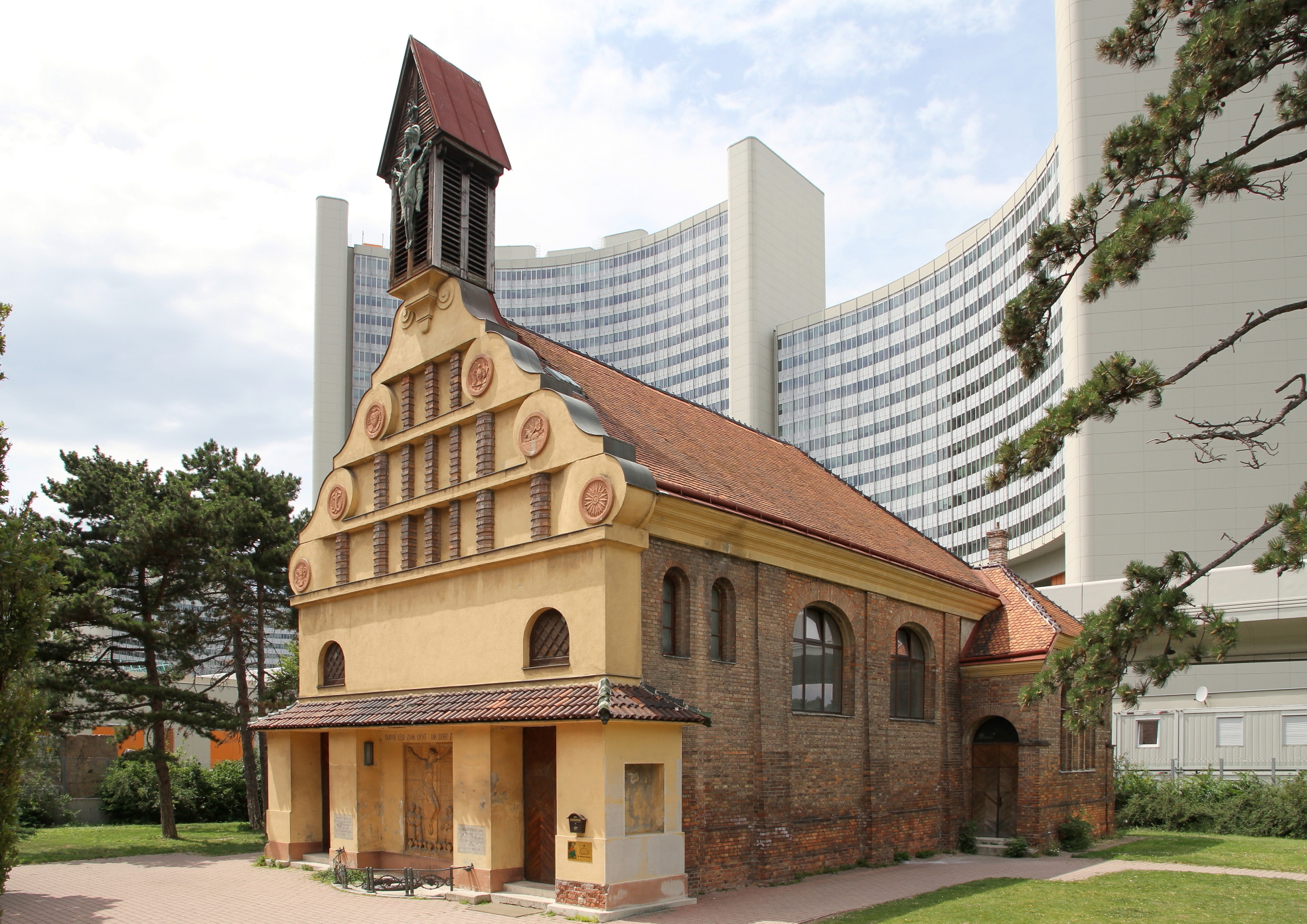
Koptský kostel sv. Marka.

## Dílo

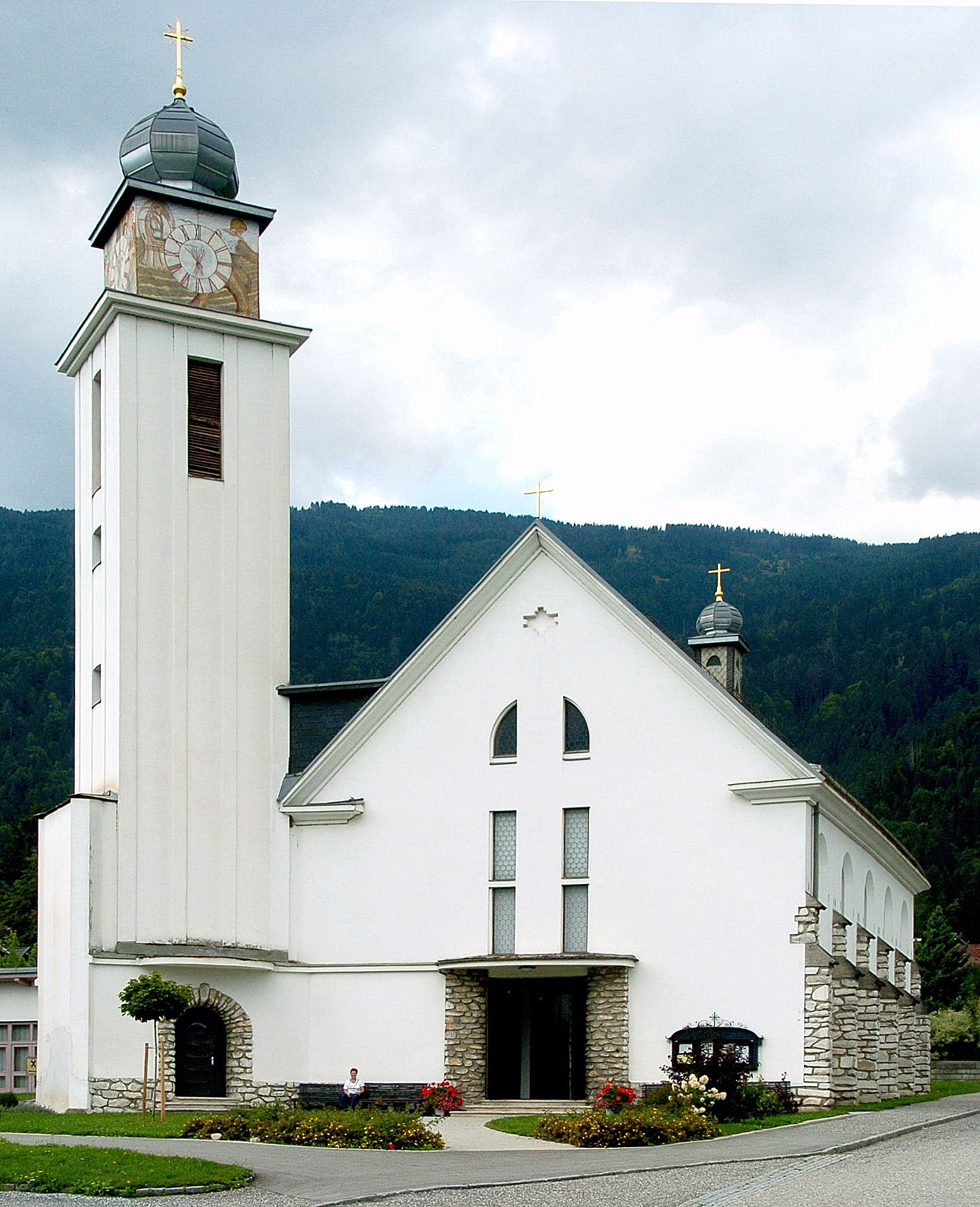
Kostel sv. Josefa Bodensdorfu.

Hans Prutscher před první světovou válkou stavěl obytné a obchodní domy, pak se věnoval sakrálním stavbám (kostely a náhrobky. Ve své práci byl na počátku inspirován Otto Wagnerem, pak pracuje i s moderními prvky
- 1902 Nájemní dům, Köhlergasse 5, Vídeň 18
- 1903–1905 Meidlingerská kasárna, Ruckergasse 62, Vídeň 12, společně s Rudolf Tropsch
- 1904–1905 Nájemní dům, Franz-Josefs-Kai 5, Vídeň 1, společně s Hermann Stierlin
- 1908 Vila Kreczy, Münichreiterstraße 19, Vídeň 13
- 1910 Portál a knihkupectví Frick, Graben 27, Vídeň 1, zbořeno
- 1910 přestavba zámku Dačice
- 1911 Nájemní dům Elsahof, Neubaugasse 25, Vídeň 7
- 1911 Obytný a obchodní dům C. Fromme, Nikolsdorfergasse 7, Vídeň 5
- 1912 vypracoval projekt přestavby hotelu Steinernes Haus (nový název Esplanade, dnes Jessenius) na Staré Louce, Karlovy Vary. Stavba v duchu rané moderny vykazuje sice výrazné tradicionalistické rysy, ovšem s použitím železobetonových konstrukcí[2]
- 1912 Oděvní dům Grünbaum, Karlovy Vary
- 1912 Nájemní dům Paula-Hof, Westbahnstraße 26, Vídeň 7
- 1912–1913 Nájemní dům s kinosalem, Lerchenfelder Straße 35, Vídeň 7
- 1913 Zámek Heroldeck, Hof, Millstatt
- 1913 Nájemní dům Bei den 2 Linden, Danhausergasse 10, Vídeň 4
- 1912 Obytný a obchodní dům, Friedrichstraße 4, Vídeň 1
- 1914 Továrna na nábytek J. Müller, Webgasse 35, Vídeň 6
- 1915 Koptský kostel sv. Marka, Wagramer Straße, Vídeň 22
- 1923–1924 Vila Hübel, Rooseveltova 2, Ústí nad Labem
- 1924–1925 Obchod klenotníka Hüglera, Staubingerplatz, Badgastein
- 1924–1926 Klášterní kostel Božského Spasitele, Kaiserstraße 23, Vídeň 7
- 1926 Klášter dcer Božského Spasitele, Kaiserstraße 25–31, Vídeň 7
- 1928 Konvikt Minoritů, kaple sv. Antonína, Alser Straße 17, Vídeň 8
- 1928–1942 Karmelitánský kostel Panny Marie z hory Karmel (Panny Marie Karmelské), Stefan-Fadinger-Platz 1, Vídeň 10, přestavěn
- 1929–1931 Kostel sv. Josefa, Bodensdorf am Ossiacher See
- 1931 Farní kostel Panny Marie Pomocnice křesťanů, Don-Bosco-Gasse 14, Vídeň 23, přestavěn
- 1933 Kostel Krista Krále, Wagramer Straße, Vídeň 22
- 1953 Rekonstrukce a interiérové dekorace, Stock-im-Eisen-Platz 1, Vídeň 1

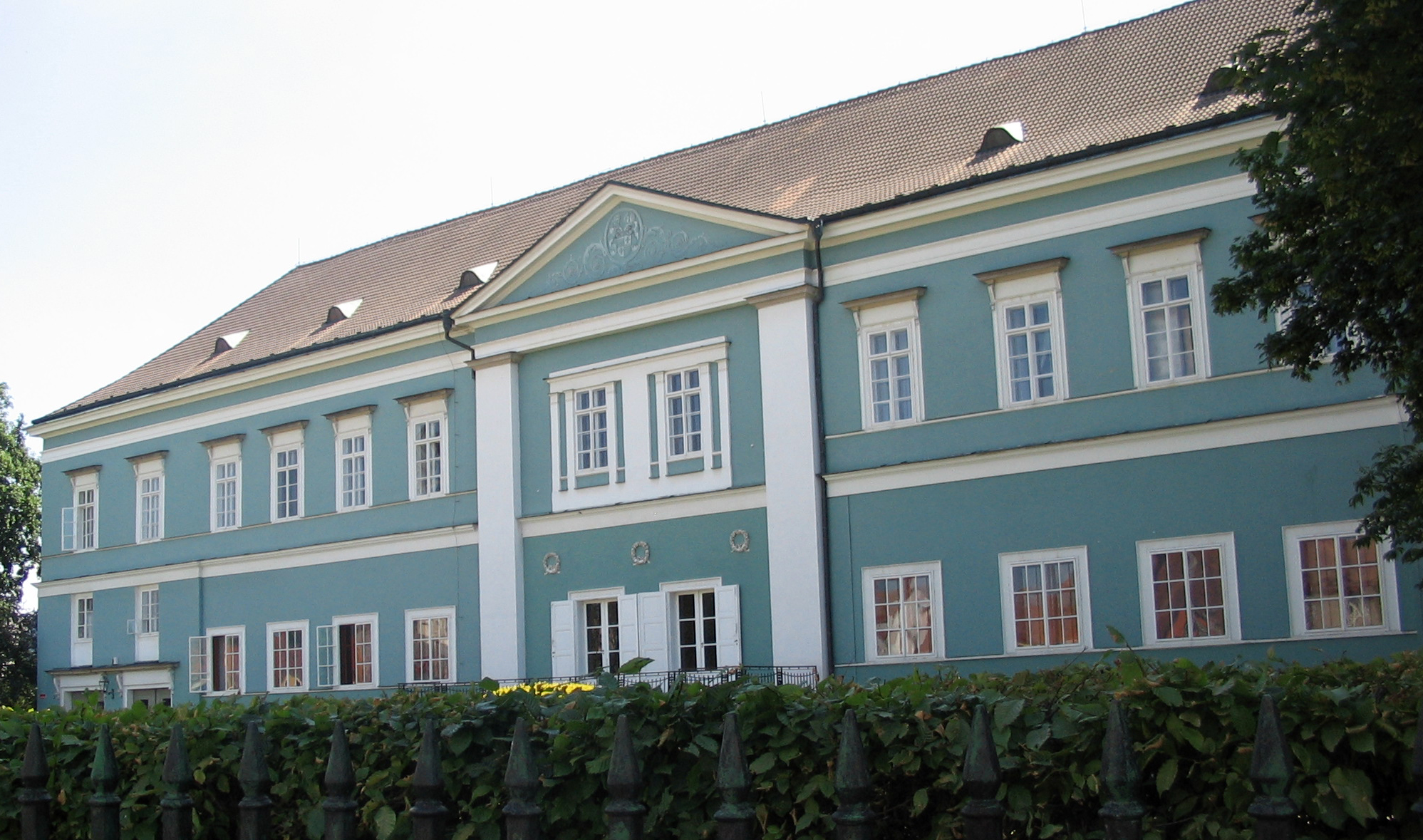
Nový dačický zámek

### Nový zámek Dačice
V roce 1909 Fridrich Egbert z Dallberga (1863–1914) objednal úpravy Nového zámku v Dačicích, které umožnily pohodlnější celoroční bydlení (instalace ústředního topení teplovodního a teplovzdušného, elektroinstalace), a dále zhodnotily některé interiéry v duchu pozdní secese a novobaroka. Podle Prutscherova návrhu byly vytvořeny z umělého kamene renesanční prvky (klenáčky ve vrcholech arkád, kuželky balustrády, konzoly pod piedestaly sloupů). Jeden z prostředních sálů severního křídla Nového zámku byl přeměněn na knihovnu. Podle projektu Hanse Prutschera byly vyrobeny na míru knihovní skříně z dubového dřeva s ochozem, zdobené řezbami, vznikly v dačické truhlářské firmě Leixner & syn. Také navrhl kovové dveře na nádvoří, práci provedl vídeňský zámečník Franz Knotz. Podle návrhu Hanse Prutschera byla postavena v roce 1910 zámecká kaple Nanebevzetí Panny Marie. Prutscher je také autorem oltáře zhotoveného v roce 1911 ve stylu pozdní geometrizující vídeňské secese.